# Dictamnus hispanicus
Dictamnus hispanicus Webb ex Willk., es una especie fanerógama de la familia Rutaceae, que se conoce comúnmente en España como tarraguillo, gitam o hierba gitanera. 

## Descripción
Es una planta herbácea muy aromática que alcanza los 70 cm de altura. Con las hojas compuestas y  de color verde claro. El fruto es una cápsula.

## Distribución y hábitat
Se trata de una planta perenne, típica del sur de Europa muy difundida en el este de la península ibérica en terrenos pedregosos y bosques secos. Se distribuyen por el Bajo Panadés hasta el Bajo Vinalopó en puntos de Murcia. En Valencia crece hasta los 1300 m s. n. m. de altura pero no pasa de los 900 en Cataluña. 
La recogida de esta planta de una forma continuada por parte de los herbolarios y su distribución tan restringida le han hecho casi desaparecer.

## Usos
El interés de esta planta es su carácter de medicinal, se le atribuyen propiedades abortivas e  hipotensoras.
Esta planta se viene usando popularmente en infusión. La cultura popular emplea una cucharada por cada taza de agua hirviendo y esta se emplea medicinalmente para regularizar la menstruación, colgada en el armario también se usa para ahuyentar las polillas[cita requerida]

## La planta que arde
La planta posee glándulas que en verano desprende un intenso perfume a naranja. Este gas contiene etileno; que arde fácilmente.[cita requerida]

## Taxonomía
Dictamnus hispanicus fue descrita por Webb ex Willk. y publicado en Suppl. Prodr. Fl. Hispan. 263. 1893.
Etimología
Dictamnus: nombre genérico que proviene del griego "diktamnos" palabra compuesta de dike (montaña homónima de la isla de Creta) y de "thamnos" arbusto.  
hispanicus: epíteto geográfico que alude a su localización en Hispania. 

## Nombre común
- Castellano: alfábega de pastor, chitán, dictamo, fresnillo, gama, tamo real, tarraguilla, tarraguillo, terraguillo, timón real.[3]